# Trần Xuân Trường
Trần Xuân Trường (tên khai sinh Nguyễn Thạch Toàn) (14/10/1928-2/10/2005) là một sĩ quan cấp cao trong Quân đội nhân dân Việt Nam, hàm Trung tướng, Giáo sư, Nhà giáo nhân dân, nguyên Giám đốc Học viện Chính trị, Bộ Quốc phòng. Ông là con trai cả của nhà văn Nguyễn Tuân.

## Thân thế và sự nghiệp
Ông sinh ngày 14 tháng 10 năm 1928 trong một gia đình có tám người con, quê ở xã Nhân Chính, huyện Từ Liêm, thành phố Hà Nội. Cha ông là nhà văn Nguyễn Tuân và mẹ là bà Vũ Thị Tuệ, một người Hà Nội gốc.
Ông tham gia cách mạng từ tháng 6 năm 1945, là đội viên, Trung đội trưởng Đội tự vệ chiến đấu Trường kỳ nghệ Hà Nội rồi nhập ngũ tháng 12 năm 1946.
Tháng 3 năm 1947, ông là chính trị viên Tiểu đoàn 101, Trung đoàn Thủ đô kiêm Bí thư Đảng ủy Tiểu đoàn.
Tháng 6 năm 1947, ông là Chính trị viên đại đội, Trung đoàn 140 kiêm Bí thư Chi bộ đại đội.
Tháng 12 năm 1949, ông là Chủ nhiệm Chính trị Trung đoàn Thủ đô (E102), Đại đoàn Quân tiên phong (F108).
Tháng 1 năm 1950, ông giữ chức Trưởng ban tuyên huấn Đại đoàn 308.
Tháng 5 năm 1956 ông là Chủ nhiệm khoa Kinh tế Trường trung cao chính trị.
Tháng 12 năm 1964, ông là Trưởng phòng giáo dục Học viện Chính trị
Tháng 6 năm 1970, ông là Cục phó cục chính trị Bộ tư lệnh 968 và Đoàn 559.
Tháng 8 năm 1978, ông là Chủ nhiệm Khoa Mác Lê-nin của Học viện Quân sự cấp cao.
Tháng 5 năm 1979, ông là Phó viện trưởng Học viện Chính trị
Tháng 1 năm 1992 ông là Giám đốc Học viện Chính trị
Năm 2002, ông nghỉ hưu.
Năm 2005, ông qua đời, an táng tại nghĩa trang Văn Điển, thành phố Hà Nội.
Thiếu tướng (1984), Trung tướng (1992)

## Khen thưởng
Huân chương Quân công hạng Nhì
Huân chương Chiến công hạng Nhất
Huân chương Chiến thắng hạng Nhì
Huân chương Kháng chiến chống Mỹ hạng Nhất
Huân chương Chiến sĩ vẻ vang (hạng Nhất, Nhì, Ba)
Huy chương Quân kỳ quyết thắng
Huy hiệu 50 năm tuổi Đảng.